# Kröd Mändoon and the Flaming Sword of Fire
Kröd Mändoon and the Flaming Sword of Fire è una serie televisiva statunitense e britannica in 6 episodi trasmessi per la prima volta nel corso di una sola stagione nel 2009.
È una sitcom ambientata in un antico regno fantastico e incentrata sulle vicende del riluttante eroe Kröd Mandoon (Sean Maguire), un combattente per la libertà, e sulla sua lotta contro il sovrano malvagio Dongalor.

## Personaggi e interpreti
- Kröd Mändoon (6 episodi, 2009), interpretato da Sean Maguire.
- Cancelliere Dongalor (6 episodi, 2009), interpretato da Matt Lucas.
- Zezelryck (6 episodi, 2009), interpretato da Kevin Hart.
- Aneka (6 episodi, 2009), interpretata da India de Beaufort.
- Loquasto (6 episodi, 2009), interpretato da Steve Speirs.
- Bruce (6 episodi, 2009), interpretato da Marques Ray.
- Barnabus (6 episodi, 2009), interpretato da Alex Macqueen.
- Narratore (5 episodi, 2009), interpretato da Chris Parnell.
- Ralph Longshaft (4 episodi, 2009), interpretato da James Murray.
- Grimshank (3 episodi, 2009), interpretato da John Rhys-Davies.
- Generale Arcadius (3 episodi, 2009), interpretato da Roger Allam.
- Erasmus Foucault (2 episodi, 2009), interpretato da Andrew Hefler.

## Produzione
La serie, ideata da Peter Knight, fu prodotta da Mario Stylianides e Donna Molloy per la Watson Pond Productions, la Hat Trick Productions e la Media Rights Capital e girata a Budapest in Ungheria. Le musiche furono composte da Mark Thomas. Il regista è Alex Hardcastle.

### Sceneggiatori
Tra gli sceneggiatori sono accreditati:
- Peter Knight in 6 episodi (2009)
- Brad Johnson in 3 episodi (2009)

## Distribuzione
La serie fu trasmessa negli Stati Uniti e dal 9 aprile 2009 al 7 maggio 2009 sulla rete televisiva Comedy Central. È stata distribuita anche in Ungheria con il titolo Kröd Mändoon e nel Regno Unito dall'11 giugno 2009.

## Episodi
| Stagione       | Episodi | Regno Unito |
| -------------- | ------- | ----------- |
| Prima stagione | 6       | 2009        |